# Nephodia tiza
Nephodia tiza är en fjärilsart som beskrevs av Paul Dognin 1898. Nephodia tiza ingår i släktet Nephodia och familjen mätare. Inga underarter finns listade i Catalogue of Life.